# Kloster Sankt Marien auf dem Löbenicht (Königsberg)
Das Kloster Sankt Marien auf dem Löbenicht ist ein ehemaliges Zisterzienserinnenkloster in der Stadt Königsberg (Preußen), jetzt Kaliningrad. Es lag wenige Meter nördlich des Flusses Pregel in der Sackheimer Hinterstraße im früheren Stadtteil Löbenicht.

## Geschichte

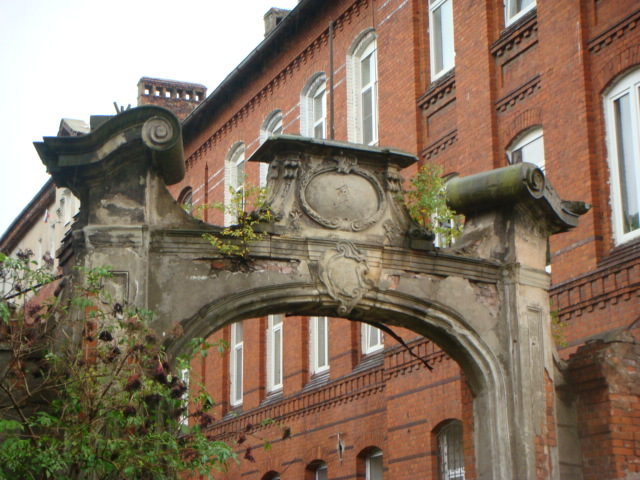
Rokokoportal – Löbenichtsches Hospital, heute

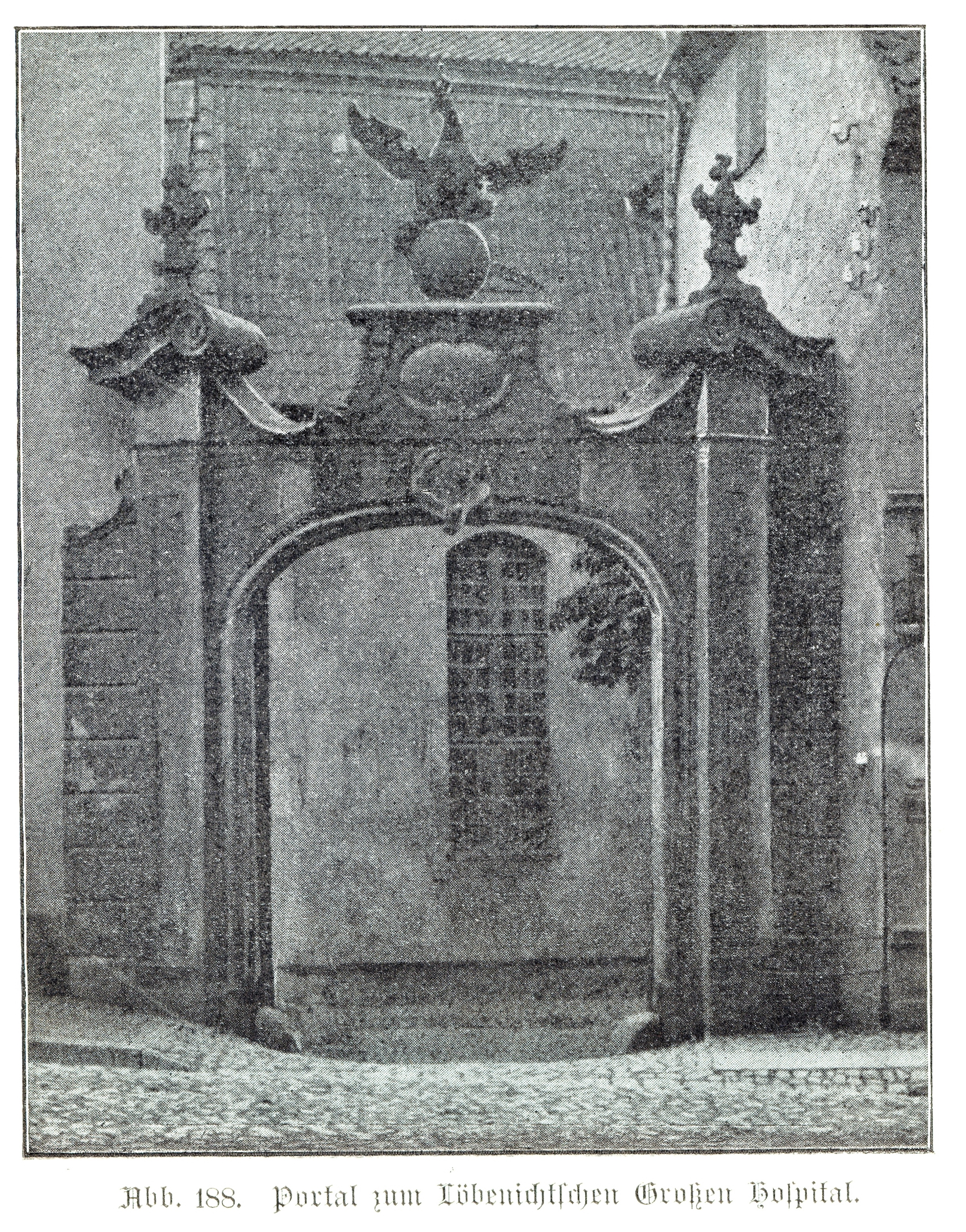
Rokokoportal – Löbenichtsches Hospital, einst mit preußischem Adler

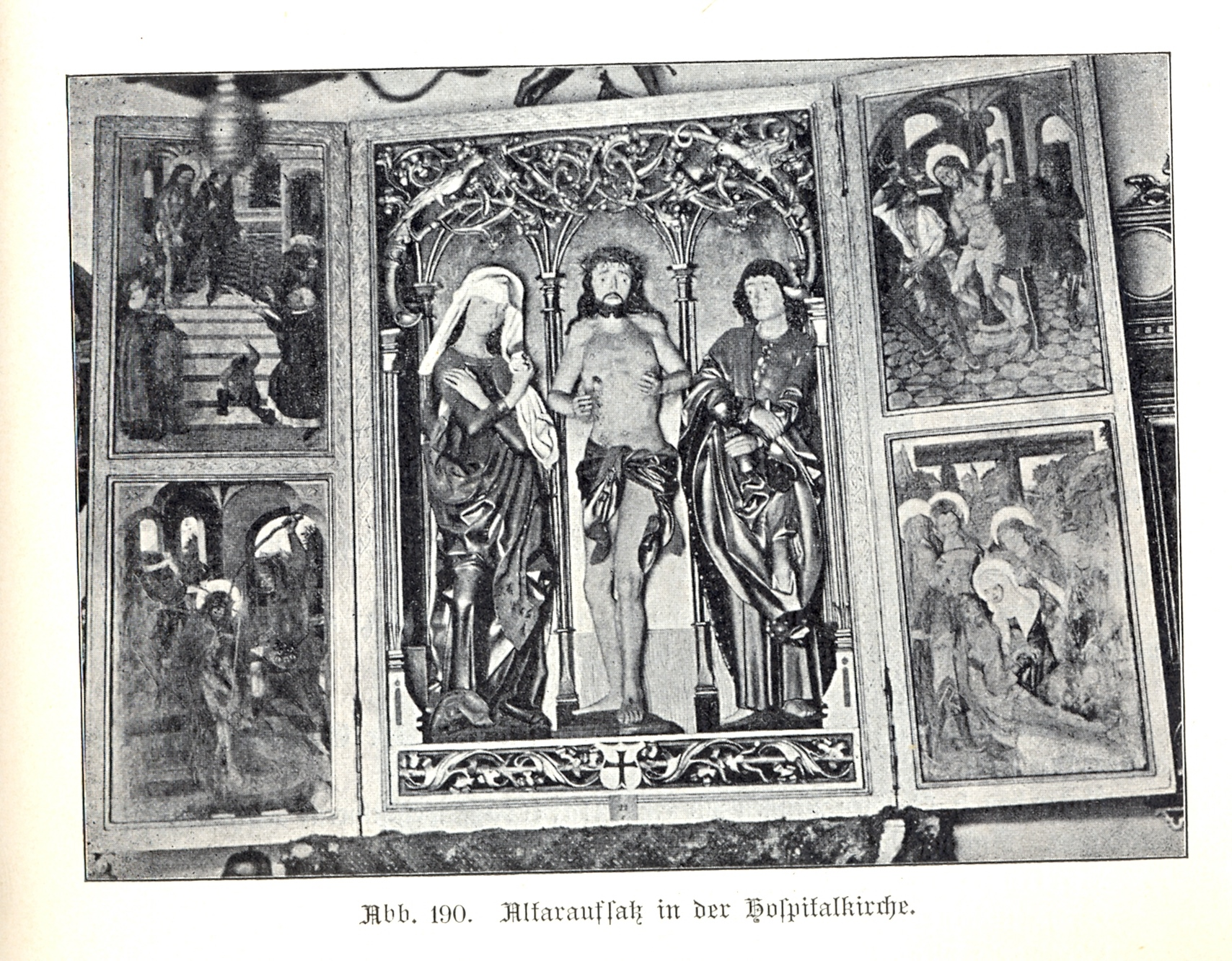
Königsberg, Löbenichtsche Hospitalkirche, Altaraufsatz mit Christus, Maria und Johannes. Auf dem Flügel l.o. Ecce-Homo, r.o. Geißelung Christi, l.u. Dornenkrönung, r.u. Kreuzabnahme (Spätgotik).

Das Kloster wurde vom Hochmeister des Deutschen Ordens Heinrich Dusemer im Jahr 1340 oder 1349 gestiftet; die Kirche wurde 1350 geweiht. Das Kloster war erst von Zisterziensernonnen, dann von Benediktinernonnen besetzt. Es wurde 1531 von Herzog Albrecht in ein Hospital umgewandelt. 1764 brannte das Bauwerk beim Stadtbrand ab und wurde 1771 mit Hilfe von Friedrich II. wieder aufgebaut. Erhalten ist das Portal im Stil des Friderizianischen Rokoko. Das Portal besteht aus zwei Pfeilern, die von Voluten abgeschlossen werden. Der Torbogen ist ein sehr flacher Segmentbogen, gekrönt von einer Kartusche mit Rokokoformen. Auf der Kartusche befand sich früher eine große, steinerne Kugel, auf der ein Preußischer Adler stand. Das Portal ist wertvoll, weil es „von dem Reichtum an Rokokoformen, das Königsberg an Fassaden und in Innenräumen besaß, den einzig erhaltenen Rest darstellt.“ Die Inschrift über dem Eingangsportal lautet: „refugium hoc paupertatis et indigentiae monumentum pietatis Alberti March. Brandenb. Flammis ao MDCCLXIV penitus dirutum e cineribus clementia et liberalitate Friderici Magni in integrum restitutum est.“ Dass dieses Tor aus der Abrissmasse geborgen und an anderer Stelle wieder verwendet wurde, lobte schon im Jahre 1924 G. Karl in seinem Werk Alt-Königsberg.
1903 wurden die Gebäude abgebrochen. Ein Teil der Ausstattung gelangte in die Sammlungen im Schloss Königsberg und wurde dort 1944/1945 vernichtet, darunter der Altar der Löbenichtschen Hospitalkirche. Der spätgotische Altarschrein wurde Ende 15. Jahrhundert geschaffen. Das Triptychon zeigte die geschnitzten Figuren Christus, Maria und Johannes. Diese waren voneinander getrennt durch schlanke gotische Säulen, die auf ihren Kapitellen Spitzbögen trugen. Vor den Figuren am Boden war ein spätgotisches Rankenwerk mit Vögeln. Unter dem Schrein befand sich ein verzierter Reliquienbehälter mit dem Ordenskreuz als Wappen. Auf dem linken Flügel waren oben Ecce-homo und unten die Dornenkrönung gemalt. Auf dem rechten Flügel waren oben die Geißelung Christi und unten die Kreuzabnahme gemalt. Bei geschlossenen Flügeln sah man die Heiligen Barbara, Dorothea, Katharina und Margharetha. Im Museum von Lidzbark Warmiński (Heilsberg) hat sich die geschnitzte Figur eines Samson aus der Zeit um 1530 erhalten.